# Lamellidens
Lamellidens is een geslacht van tweekleppigen uit de familie van de Unionidae.

## Soort
- Lamellidens liuovatus He & Zhuang, 2013